# Lyski (gmina)
Pour les articles homonymes, voir Lyski (homonymie).
La gmina de Lyski est une commune rurale de la voïvodie de Silésie et du powiat de Rybnik. Elle s'étend sur 57,83 km² et comptait 8.924 habitants en 2006. Son siège est le village de Lyski qui se situe à environ 13 kilomètres à l'ouest de Rybnik et à 46 kilomètres à l'ouest de Katowice.

## Villages
La gmina de Lyski comprend les villages et localités d'Adamowice, Bogunice, Dzimierz, Lyski, Nowa Wieś, Pstrążna, Raszczyce, Sumina, Zwonowice et Żytna.

## Villes et gminy voisines
La gmina de Lyski est voisine des villes de Racibórz et Rybnik et des gminy de Gaszowice, Kornowac, Kuźnia Raciborska et Nędza.